# Lisna kost
 Ovo je glavno značenje pojma Lisna kost. Za druga značenja pogledajte Lisna kost (razdvojba).
Lisna kost (lat. fibula) duga je kost koja se nalazi u potkoljenici, s lateralne strane goljenične kosti (lat. tibia) s kojom je uzglobljena na gornjem i donjem kraju. 
Na lisnoj kosti razlikujemo: gornji kraj, trup (lat. corpus fibulae) i donji kraj lisne kosti.

## Strukture
Gornji kraj lisne kosti sadrži zglobnu ploštinu za goljeničnu kost.
Na trupu lisne kosti razlikujemo:
- tri ruba: 
  - prednji rub
  - stražnji rub
  - medijalni rub
- tri ploštine:
  - medijalna ploština
  - lateralna ploština
  - stražnja ploština

Donji kraj lisne kosti uzglobljen je s goljeničnom kosti i oblikuje lateralni gležanj (lat. malleolus lateralis).